# Wesley Alex Maiolino
Wesley Alex Maiolino, còn được biết với tên Alex (sinh ngày 10 tháng 2 năm 1988), là một cầu thủ bóng đá Brasil thi đấu cho FC Anyang.

## Sự nghiệp
Anh gia nhập Ulsan Hyundai Mipo năm 2012 và trở thành cầu thủ nước ngoài đầu tiên thi đấu ở Giải Quốc gia Hàn Quốc.

## Danh hiệu

### Cá nhân
Goyang Hi FC
- Đội hình tiêu biểu K League 2 (2): 2013, 2014